# 1919 na ciência

## Eventos
- Na Universidade de Gales, em Aberystwyth, Reino Unido, é criada a cadeira Woodrow Wilson de Relações Internacionais. É a primeira instituição do mundo a adotar o assunto como disciplina acadêmica.

## Nascimentos
| Data            | Nome                   | Profissão                     | Nacionalidade                         | Observações                                                                                              | Ref                            |
| --------------- | ---------------------- | ----------------------------- | ------------------------------------- | --- | ------------------------------ |
| 18 de fevereiro | Clifford Truesdell     | matemático                    | Estados Unidos                        | m. 2000 Prémio George David Birkhoff 1978 Medalha Theodore von Karman 1996                               | [ 1 ] [ 2 ]                    |
| 19 de fevereiro | Sergio Corrêa da Costa | historiador e diplomata       | Brasil                                | m. 2005                                                                                                  |                                |
| 7 de março      | Lars Gårding           | matemático                    | Suécia                                | |                                |
| 27 de abril     | Donald James Cram      | químico                       | Estados Unidos                        | m. 2001 Nobel da Química 1987                                                                            | [ 3 ]                          |
| 25 de maio      | Raymond Smullyan       | matemático, filósofo e músico | Estados Unidos                        | |                                |
| 5 de julho      | James Fletcher         | físico                        | Estados Unidos                        | m. 1991                                                                                                  |                                |
| 22 de setembro  | Robin Gandy            | matemático                    | Reino Unido da Grã-Bretanha e Irlanda | m. 1995                                                                                                  |                                |
| 24 de setembro  | Carlos Madeira Cacho   | físico                        | Portugal                              | m. 1976                                                                                                  |                                |
| 27 de setembro  | James H. Wilkinson     | matemático                    | Reino Unido da Grã-Bretanha e Irlanda | m. 1986 Prémio Turing 1970 Prémio Chauvenet 1987                                                         | [ 4 ] [ 5 ]                    |
| 1 de novembro   | Hermann Bondi          | cosmólogo                     | República da Áustria                  | m. 2005                                                                                                  |                                |
| 1 de dezembro   | Crodowaldo Pavan       | biólogo                       | Brasil                                | m. 2009                                                                                                  |                                |
| 8 de dezembro   | Julia Robinson         | matemática                    | Estados Unidos                        | m. 1985                                                                                                  |                                |
| 9 de dezembro   | William Lipscomb       | químico                       | Estados Unidos                        | Nobel da Química 1976                                                                                    | [ 3 ]                          |
| 9 de dezembro   | Samuel Epstein         | geoquímico                    | Polónia                               | m. 2001 Prémio V. M. Goldschmidt 1977 Medalha Arthur L. Day 1978 Medalha Wollaston 1993 Prémio Urey 1995 | [ 6 ] [ 7 ] [ 8 ] [ 9 ] [ 10 ] |

## Mortes
| Data            | Nome                     | Profissão                              | Nacionalidade                             | Observações | Ref                                |
| --------------- | ------------------------ | -------------------------------------- | ----------------------------------------- | --- | ---------------------------------- |
| 10 de janeiro   | Wallace Clement Sabine   | físico                                 | Estados Unidos                            | n. 1868 |                                    |
| 22 de fevereiro | Hippolyte Bernheim       | neurologista                           | Reino da França                           | n. 1837 |                                    |
| 22 de março     | Herbert Huntington Smith | naturalista                            | Estados Unidos                            | n. 1851 |                                    |
| 4 de abril      | Sir William Crookes      | físico, químico e pesquisador espírita | Reino Unido                               | n. 1832 Medalha Real 1875                                                                                             | [ 11 ]                             |
| 8 de abril      | Loránd Eötvös            | físico                                 | Áustria-Hungria                           | n. 1848 |                                    |
| 12 de abril     | Rudolf Sturm             | matemático                             | Reino da Prússia                          | n. 1841 |                                    |
| 21 de maio      | Evgraf Fedorov           | cristalografista e mineralogista       | Império Russo                             | n. 1853 |                                    |
| 30 de junho     | John William Strutt      | matemático e físico                    | Reino Unido da Grã-Bretanha e Irlanda     | n. 1842 Nobel da Física 1904 Medalha Copley 1899 Medalha De Morgan 1890 Medalha Real 1882 Medalha Rumford 1914 e 1920 | [ 12 ] [ 13 ] [ 14 ] [ 11 ] [ 15 ] |
| 15 de julho     | Hermann Emil Fischer     | químico                                | Reino da Prússia                          | n. 1852 Nobel da Química 1902                                                                                         | [ 3 ]                              |
| 27 de julho     | Charles Conrad Abbott    | arqueólogo e naturalista               | Estados Unidos                            | n. 1843 |                                    |
| 9 de agosto     | Ernst Haeckel            | naturalista                            | Reino da Prússia                          | n. 1834 |                                    |
| 23 de setembro  | Heinrich Bruns           | matemático e astrónomo                 | Alemanha                                  | n. 1848 |                                    |
| 15 de novembro  | Alfred Werner            | químico                                | Suíça                                     | n. 1886 Nobel da Química 1913                                                                                         | [ 3 ]                              |
| 18 de novembro  | Adolf Hurwitz            | matemático                             | Confederação Germânica (Reino de Hanôver) | n. 1859 |                                    |
| 12 de dezembro  | Paul Stäckel             | matemático                             | Alemanha                                  | n. 1862 |                                    |
| 13 de dezembro  | Woldemar Voigt           | físico                                 | Reino da Saxônia                          | n. 1850 |                                    |
| 28 de dezembro  | Johannes Rydberg         | físico                                 | Suécia União Pessoal (Noruega / Suécia)   | n. 1854 |                                    |
| 29 de dezembro  | William Osler            | médico                                 | Império Britânico Província do Canadá     | n. 1849 |                                    |

## Prémios

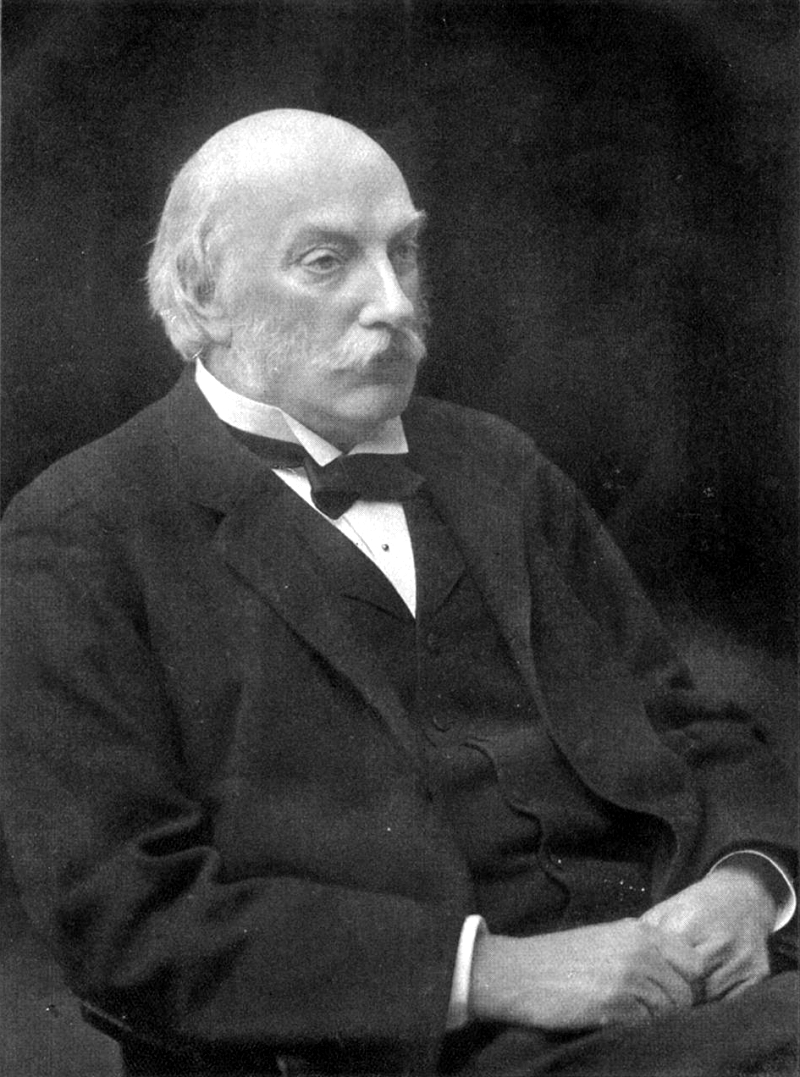
John William Strutt (1842-1919)

### Medalha Bigsby
- Douglas Mawson[16]

### Medalha Copley
- William Bayliss[13]

### Medalha Daniel Giraud Elliot
- Robert Ridgway[17]

### Medalha Davy
- Percy Faraday Frankland[18]

### Medalha Edison IEEE
- William Le Roy Emmet[19]

### Medalha Franklin[20]
- Guglielmo Marconi e George Owen Squier

### Medalha Geográfica Cullum[21]
- Emmanuel de Margerie e Henry Fairfield Osborn

### Medalha Guy de prata
- J.C. Stamp[22]

### Medalha de Honra IEEE
- Ernst Alexanderson[19]

### Medalha Howard N. Potts[23]
- Reynold Janney, Clarence P. Landreth e Harvey D. Williams

### Medalha Hughes
- Charles Chree[24]

### Medalha John Fritz
- George Washington Goethals[25]

### Medalha Lyell
- William Fraser Hume[26]

### Medalha Matteucci
- Henry Moseley[27]

### Medalha Murchison
- Gertrude Lilian Elles[28]

### Medalha de Ouro da Royal Astronomical Society
- Guillaume Bigourdan[29]

### Medalha Real
- Matemática - James Hopwood Jeans[11]
- Botânica - John Bretland Farmer[11]

### Medalha Sylvester
- Percy Alexander MacMahon[30]

### Medalha Wollaston
- Aubrey Strahan[9]

### Prémio Nobel
- Física - Johannes Stark[12].
- Química - Não atribuído.
- Medicina - Jules Bordet[31].

### Prêmio Willard Gibbs
- William A. Noyes[32]